# Agnes Leclerc Joy
Agnes Elisabeth Winona Leclerc Joy, nota anche in inglese come Agnes Salm-Salm (dal cognome del marito) o in tedesco come Agnes von Salm-Salm (Franklin, 25 dicembre 1844 – Karlsruhe, 21 dicembre 1912), è stata una militare, infermiera e crocerossina statunitense naturalizzata tedesca.
Moglie del principe Felice di Salm-Salm, militare prussiano, seguì il marito sul campo in tutte le campagne militari dalla guerra civile americana, alla guerra civile messicana e nella guerra franco-prussiana. Per la sua azione nel corso della guerra civile negli Stati Uniti, ricevette il grado di capitano.

## Biografia

### I primi anni
Nata a Franklin, nel Vermont, era figlia del generale americano William Leclerc Joy (1793–1886) e della sua seconda moglie, Julia Willard (m. 1882). Venne descritta come una ragazza dai capelli rossi, di buona volontà e dignità.

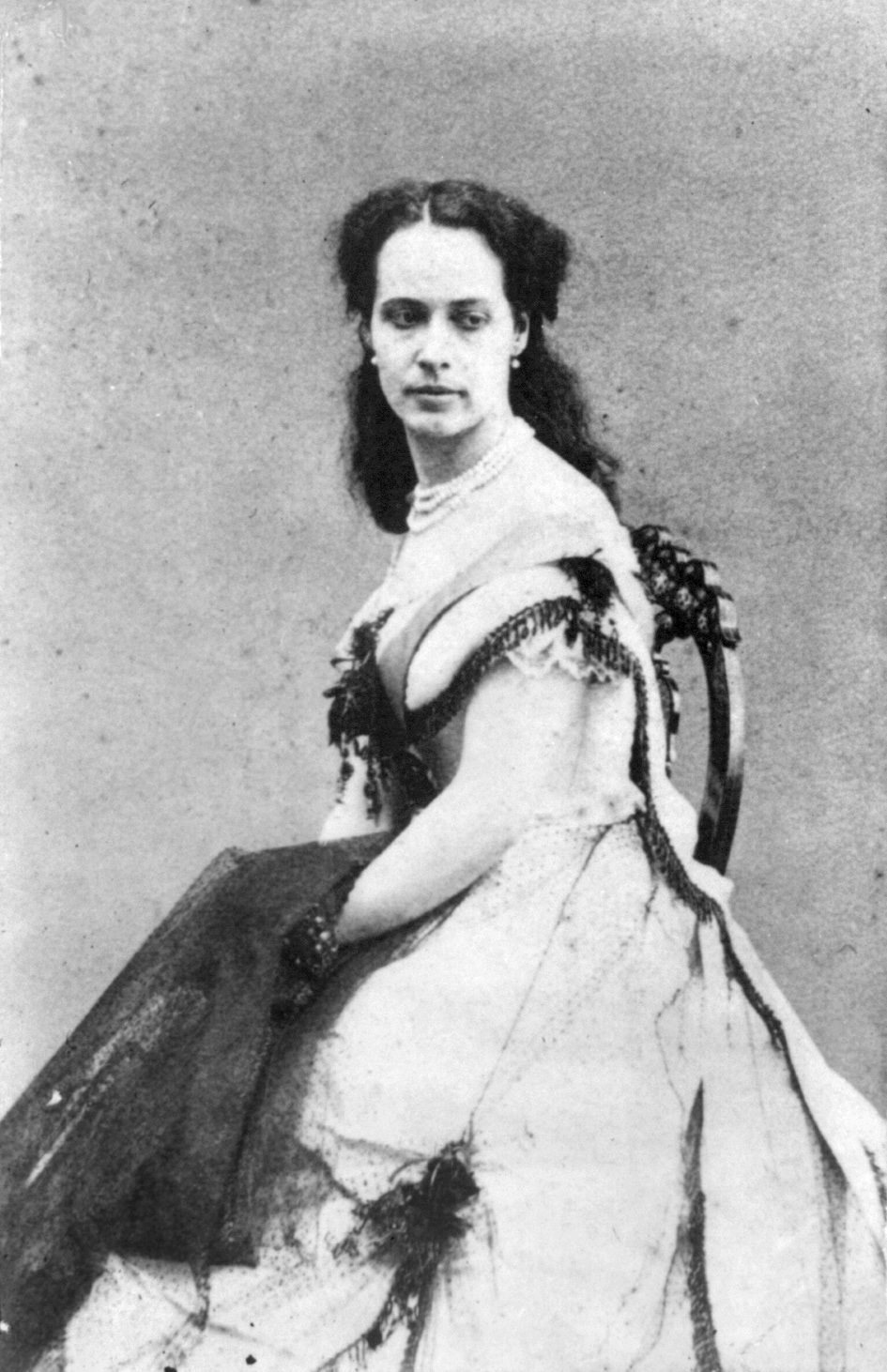
Ritratto di Agnes Elizabeth all'epoca della guerra civile americana

Poco si sa dei suoi primi anni di vita, alcuni studiosi ritengono abbia lavorato dapprima in un circo e successivamente come attrice a Cuba. Nel 1861 tornò negli Stati Uniti nella casa paterna nel Vermont e poi andò a visitare sua sorella che viveva a Washington e che doveva sposarsi. Agnes poi rimase a Washington dove incontrò il principe Felice di Salm-Salm, soldato di ventura, membro di una famiglia nobile tedesca ed emigrato negli Stati Uniti.
I due si incontrarono ad un ricevimento indetto dal presidente Abraham Lincoln, cugino di Agnes, il quale nell'occasione si vide presentare l'ambasciatore prussiano, introdottogli proprio da Felice. I due, quando si incontrarono, si piacquero subito ed il 30 agosto 1862 convolarono a nozze malgrado l'opposizione della famiglia di lei (Felix era cattolico mentre Agnes era protestante).

### La guerra civile americana
Il principe Felice ottenne l'incarico come aiutante personale del general Louis Blenker, suo connazionale, nell'Armata del Potomac, venendo poi inviato al fronte. Agnes lo volle seguire, sia per amore verso il coniuge che per spirito patriottico, prendendosi cura all'ospedale da campo dei soldati feriti pur non avendo nozioni di medicina.
Per quattro anni si portò al seguito delle truppe americane in Virginia, al punto che il presidente Lincoln le conferì personalmente il grado di capitano per il coraggio dimostrato. Nel gennaio del 1863 le truppe americane ottennero l'ordine di portarsi ad Aquia Creek, in Virginia, e ancora una volta Agnes seguì il marito.

### In Messico
Dopo la fine della guerra civile americana, Agnes si recò col marito in Messico al seguito dell'imperatore Massimiliano I, partendo nel febbraio del 1866 per quella nuova avventura. Quando giunsero a Città del Messico, le truppe francesi al comando di François Achille Bazaine stavano già lasciando la capitale dal momento che le pressioni diplomatiche statunitensi avevano persuaso Napoleone III a concludere la sua avventura messicana. Per quanto consapevoli delle molte difficoltà, i principi di Salm-Salm si impegnarono a sostenere l'esercito imperiale messicano.

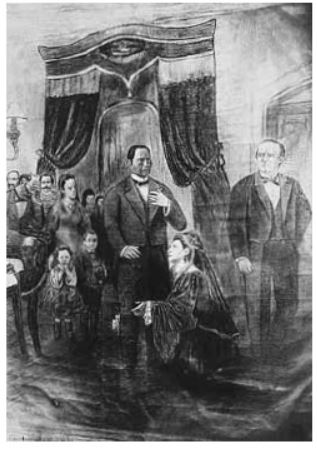
Agnese, principessa di Salm-Salm, implora i messicani per la vita del marito

All'inizio di febbraio del 1867 le truppe repubblicane che supportavano il regime del presidente Benito Juárez costrinsero Massimiliano alla ritirata verso la città di Querétaro e successivamente assediarono la città. Simultaneamente, si attendevano rinforzi imperiali per rompere l'assedio che però erano impegnati a Puebla con le truppe repubblicane comandate dal generale Porfirio Díaz e le forze di Massimiliano dovettero arrendersi. Malgrado l'ultimo sforzo del principe Felice di Salm-Salm e della sua compagnia di ussari nel tentativo di salvare l'imperatore, Massimiliano venne fatto prigioniero il 15 maggio e condannato a morte poco dopo. Agnes fece ogni sforzo possibile per risparmiare la vita dell'imperatore e di suo marito, recandosi diverse volte da Querétaro a Città del Messico ed a San Luis Potosí dove chiese udienza al presidente Benito Juárez, al generale Mariano Escobedo, al generale Porfirio Díaz e ad altri preminenti ufficiali dell'esercito repubblicano.
Agnes si inginocchiò piangendo implorando il presidente Juárez di perdonare l'imperatore. La risposta del presidente rimase negli annali della storia messicana: "Mi ha dato grande pena, madame, vedervi così in ginocchio; ma anche se vi fossero un re e una regina al vostro posto, non potrei risparmiargli la vita. Non sono io a dovermi comportare così, ma è il popolo e la legge che ne reclamano la vita". Juárez aveva già ricevuto telegrammi dalla maggior parte dei rappresentanti degli stati europei che gli chiedevano di risparmiare la vita di Massimiliano. Quando Juárez si rifiutò di accondiscendere alla richiesta di Agnes, questa coraggiosamente rispose: "Oh, se deve scorrere del sangue, prendete la mia vita, la vita di una donna inutile; e risparmiate quella di un uomo che può continuare a fare del bene in un altro paese." Juarez a quel punto accettò di risparmiare la vita del principe di Salm-Salm. La scena venne immortalata in un dipinto del pittore messicano Manuel Ocaranza.
Successivamente, pianificò una fuga per l'imperatore e per suo marito: l'idea era quella di coinvolgere il colonnello Villanueva per scortare l'imperatore a Veracruz, ma il Villanueva non era intenzionato ad operare senza l'appoggio del colonnello Palacios. Agnes offrì personalmente due cambiali da 100.000 pesos ad entrambi che sarebbero poi state onorate dal fratello di Massimiliano, l'imperatore Francesco Giuseppe d'Austria. Se in un primo momento il piano sembrò funzionare, successivamente si  compromise e Massimiliano venne giustiziato il 19 giugno 1867 a Santiago de Querétaro. Felice di Salm-Salm venne rilasciato dalla custodia come promesso nel dicembre del 1867 e poco dopo fece ritorno in Europa con Agnes al suo fianco, rimettendosi al servizio dell'esercito prussiano.

### La guerra franco-prussiana
Quando Felice giunse in Europa per combattere nuovamente nell'esercito prussiano, Agnes lo raggiunse poco dopo da New York. Nel 1868 la coppia si stabilì a Berlino. Per aver cercato di salvare la vita di Massimiliano, il principe venne nuovamente accettato a corte (da dove era stato estromesso per la sua vita spericolata e per i debiti di gioco accumulati), questa volta con la moglie. In Europa, Agnes divenne ben presto un'ospite gradita in molti circoli sociali, in particolare a Karlsruhe dove la coppia prese residenza. Durante l guerra continuò comunque a viaggiare al seguito del marito sui campi di battaglia, assieme al personale di assistenza medica.

### Gli ultimi anni

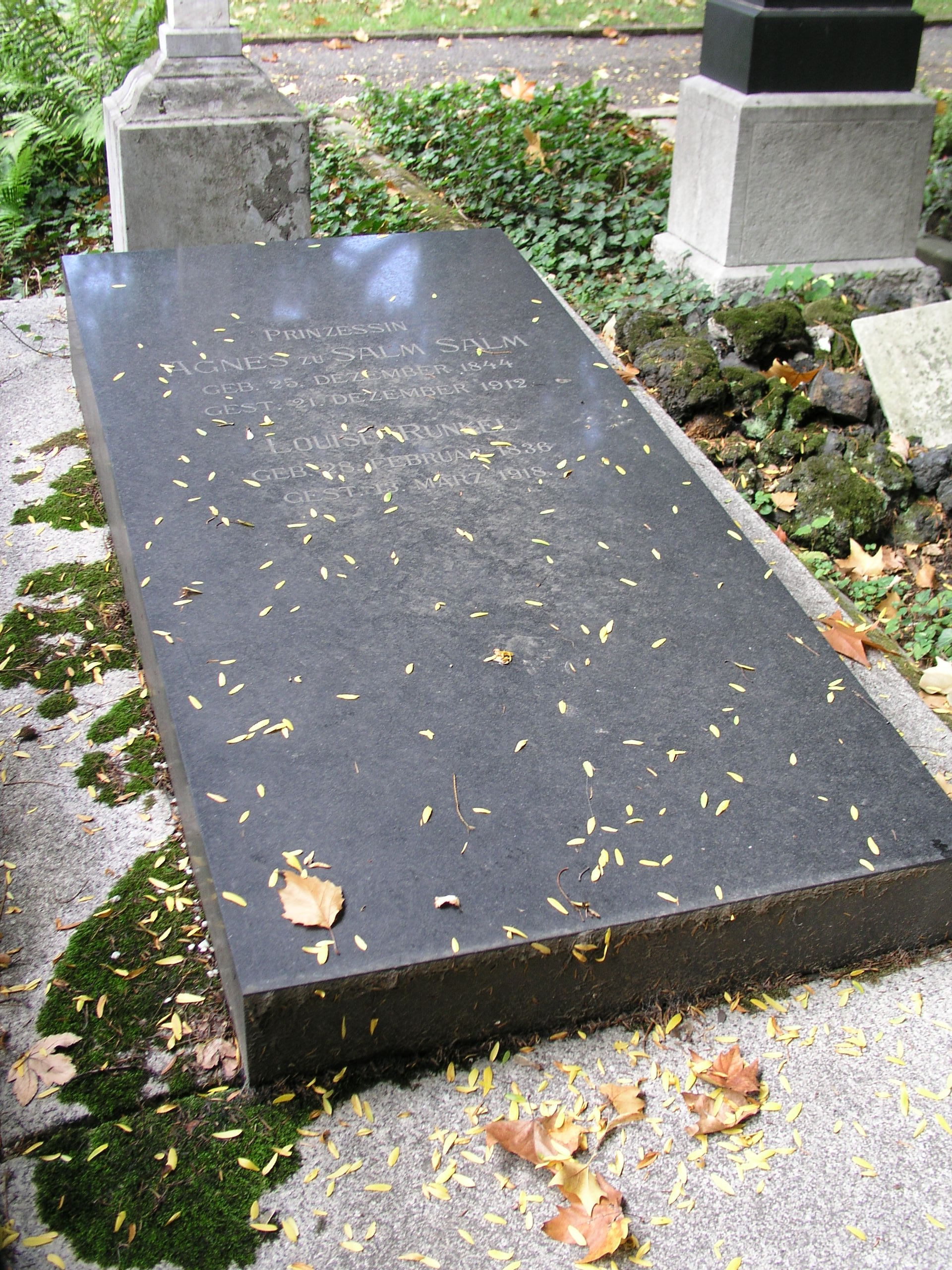
La tomba della principessa Agnes nel vecchio cimitero di Bonn

Il 18 agosto 1870, Felice di Salm-Salm venne ucciso in combattimento a Saint-Privat-la-Montagne nel corso della Battaglia di Gravelotte. Sua moglie, presente sul campo, rimase attiva durante tutta la guerra del 1870, impegnandosi in società a raccogliere fondi per gli ospedali militari prussiani.
Dopo la morte del marito, visse diversi anni in Svizzera ed in Italia, spesso ospite dei baroni von Stein. Nel 1876 si risposò col diplomatico inglese Charles Heneage dal quale poi si separò successivamente. Tornò per un breve periodo di tempo negli Stati Uniti nel 1899, ma successivamente fece ritorno nella Germania meridionale dove si dedicò alla scrittura componendo un libro di memorie dal titolo Dieci anni della mia vita. Morì nel suo appartamento a Karlsruhe, il 21 dicembre 1912, quattro giorni prima del suo sessantottesimo compleanno. Venne sepolta nel vecchio cimitero di Bonn.

## Opere
- Salm-Salm, Agnes Elizabeth W,  Ten Years of My Life,  p. PR3.. London: Richard Bentley & Sons, 1876.